# USS Corry (DD-334)
USS Corry (DD-334) là một tàu khu trục lớp Clemson được Hải quân Hoa Kỳ chế tạo vào cuối Chiến tranh Thế giới thứ nhất. Nó là chiếc tàu chiến đầu tiên của Hải quân Hoa Kỳ được đặt theo tên Thiếu tá Hải quân William M. Corry, Jr. (1889-1920), người được tặng thưởng Huân chương Danh dự. Corry ngừng hoạt động năm 1930 và bị tháo dỡ cùng năm đó nhằm tuân thủ quy định hạn chế vũ trang của Hiệp ước Hải quân London.

## Thiết kế và chế tạo
Corry được đặt lườn vào ngày 15 tháng 9 năm 1919 tại xưởng tàu Union Iron Works của hãng Bethlehem Shipbuilding Corporation ở San Francisco, California. Nó được hạ thủy vào ngày 28 tháng 3 năm 1921, được đỡ đầu bởi bà S. W. Corry, và được đưa ra hoạt động vào ngày 25 tháng 5 năm 1921 dưới quyền chỉ huy của Hạm trưởng, Thiếu tá Hải quân K. E. Hintze.

## Lịch sử hoạt động
Corry trình diện để phục vụ cùng Hạm đội Thái Bình Dương, và đã hoạt động dọc theo vùng bờ Tây Hoa Kỳ trong những nhiệm vụ thường lệ. Nó tham gia các cuộc cơ động hạm đội trong các chuyến đi trải rộng từ Alaska đến vùng biển Caribe, tham gia thử nghiệm phát triển sonar đo độ sâu, thực hành hỏa lực phòng không, canh phòng cứu hộ máy bay.
Vào tháng 7 năm 1923, Corry tham gia cùng tàu chị em Hull (DD-330) để hộ tống cho Tổng thống Warren G. Harding trên chiếc Henderson (AP-1) trong chuyến đi đến vùng biển Alaska và Canada, khi Tổng thống nhiễm bệnh và qua đời trong chuyến đi này. Nó gia nhập trở lại hải đội để tham gia Hội nghị American Legion tại San Francisco vào tháng 10 năm 1923. Trong các ngày 8 và 9 tháng 9 năm 1924, nó đón lên tàu Bộ trưởng Hải quân Curtis D. Wilbur cho một chuyến viếng thăm Xưởng hải quân Mare Island. Từ ngày 28 tháng 8 đến ngày 9 tháng 9 năm 1925, nó phục vụ như cột mốc dẫn đường cho chuyến bay không ngừng nghỉ từ Hawaii đến San Francisco.
Vào tháng 12 năm 1929, Corry đi vào Căn cứ Khu trục San Diego để chuẩn bị ngừng hoạt động. Nó được kéo đến Xưởng hải quân Mare Island và được cho xuất biên chế tại đây vào ngày 24 tháng 4 năm 1930. Sau khi được tháo dỡ một phần, nó được bán sắt vụn vào ngày 18 tháng 10 năm 1930 nhằm tuân thủ quy định cắt giảm vũ khí của Hiệp ước Hải quân London.